# Giacomo di Carisio
Giacomo I di Carisio (Carisio, ... – Torino, novembre 1226) è stato un vescovo cattolico italiano.

## Biografia
Giacomo I di Carisio, era membro di una nobile famiglia piemontese e discendeva appunto dai signori di Carisio.
Intrapresa la carriera ecclesiastica, divenne canonico a Vercelli e venne eletto vescovo di Torino all'inizio del 1206, in contemporanea con un antivescovo eletto da parte del clero contrastante la sua elezione, nella persona di Jacopo Ratteri.
Sotto il suo episcopato, la diocesi di Torino perse ogni giurisdizione civile e penale sopra la città di Chieri, riservandosi ad ogni modo i diritti di signoria sulla vicina cittadina di Montosolo. 
Nel 1209 assegnò la chiesa di Santa Maria di Corio alle suore cistercensi di Briona, preoccupandosi in particolar modo degli ordini regolari, invitandoli ad un maggior rispetto delle loro regole. Nel 1210 ospitò in Torino l'Imperatore Ottone IV.
Nel 1215, a Chieri, ospitò san Francesco d'Assisi, il quale fondò in questa città un monastero del proprio ordine, sotto la protezione del vescovo torinese.
In 1218 fu nominato vicario imperiale per l'Italia da Federico II, giungendo nello stesso anno a Cremona, dove tentò di mettere fine alla guerra in corso con Milano, senza però riuscirci.
Morì a Torino nel novembre del 1226.